# Ting Ťün-chuej
Ting Ťün-chuej (čínsky: 丁俊晖, Hepburnův přepis: Ding Junhui; * 1. dubna 1987, Šanghaj, Čína) je od roku 2003 profesionální hráč snookeru. Nejvyšší breaku 147 bodů dosáhl na turnaji The Masters v roce 2007.

## Úspěchy
- 3 vítězství na bodovaném turnaji
- 2005 vyhrál UK Championship
- 2005 vyhrál China Open
- 2006 vyhrál Northern Ireland Trophy